# Orectognathus sarasini
Orectognathus sarasini är en myrart som beskrevs av Carlo Emery 1914. Orectognathus sarasini ingår i släktet Orectognathus och familjen myror. Inga underarter finns listade i Catalogue of Life.